# Intertoto-Cup 1973
Der 7. Intertoto-Cup wurde im Jahr 1973 ausgespielt. Insgesamt nahmen 40 Mannschaften am Turnier teil.

## Gruppenphase

### Gruppe 1
| Pl. | Verein          | Sp. | S | U | N | Tore    | Diff. | Punkte |
| --- | --------------- | --- | - | - | - | ------- | ----- | ------ |
| 1.  | Hannover 96     | 6   | 5 | 0 | 1 | 009:400 | +5    | 10:20  |
| 2.  | FC Den Haag-ADO | 6   | 2 | 2 | 2 | 008:700 | +1    | 06:60  |
| 3.  | Åtvidabergs FF  | 6   | 1 | 2 | 3 | 008:900 | −1    | 04:80  |
| 4.  | FC Winterthur   | 6   | 1 | 2 | 3 | 006:110 | −5    | 04:80  |

|                 | Deutschland Bundesrepublik | Niederlande | Schweden | Schweiz |
| --------------- | -------------------------- | ----------- | -------- | ------- |
| Hannover 96     |                            | 2:1         | 1:0      | 3:0     |
| FC Den Haag-ADO | 0:1                        |             | 3:2      | 2:0     |
| Åtvidabergs FF  | 2:0                        | 1:1         |          | 1:1     |
| FC Winterthur   | 1:2                        | 1:1         | 3:2      |         |

### Gruppe 2
| Pl. | Verein            | Sp. | S | U | N | Tore    | Diff. | Punkte |
| --- | ----------------- | --- | - | - | - | ------- | ----- | ------ |
| 1.  | Slovan Bratislava | 6   | 4 | 2 | 0 | 006:100 | +5    | 10:20  |
| 2.  | PSV Eindhoven     | 6   | 3 | 0 | 3 | 012:500 | +7    | 06:60  |
| 3.  | AIK Solna         | 6   | 1 | 3 | 2 | 005:700 | −2    | 05:70  |
| 4.  | MSV Duisburg      | 6   | 1 | 1 | 4 | 005:150 | −10   | 03:90  |

|                   | Tschechoslowakei | Niederlande | Schweden | Deutschland Bundesrepublik |
| ----------------- | ---------------- | ----------- | -------- | -------------------------- |
| Slovan Bratislava |                  | 1:0         | 0:0      | 1:0                        |
| PSV Eindhoven     | 0:1              |             | 3:0      | 7:1                        |
| AIK Solna         | 1:1              | 0:1         |          | 3:1                        |
| MSV Duisburg      | 0:2              | 2:1         | 1:1      |                            |

### Gruppe 3
| Pl. | Verein                  | Sp. | S | U | N | Tore    | Diff. | Punkte |
| --- | ----------------------- | --- | - | - | - | ------- | ----- | ------ |
| 1.  | Hertha BSC              | 6   | 4 | 2 | 0 | 012:600 | +6    | 10:20  |
| 2.  | GD Fabril do Barreiro   | 6   | 3 | 1 | 2 | 010:400 | +6    | 07:50  |
| 3.  | Malmö FF                | 6   | 3 | 1 | 2 | 008:900 | −1    | 07:50  |
| 4.  | Grasshopper Club Zürich | 6   | 0 | 0 | 6 | 000:160 | −16   | 0:12   |

|                         | Deutschland Bundesrepublik | Portugal | Schweden | Schweiz |
| ----------------------- | -------------------------- | -------- | -------- | ------- |
| Hertha BSC              |                            | 1:0      | 1:1      | 3:1     |
| GD Fabril do Barreiro   | 0:0                        |          | 4:0      | 2:1     |
| Malmö FF                | 2:4                        | 1:0      |          | 3:0     |
| Grasshopper Club Zürich | 2:3                        | 1:4      | 0:1      |         |

### Gruppe 4
| Pl. | Verein         | Sp. | S | U | N | Tore    | Diff. | Punkte |
| --- | -------------- | --- | - | - | - | ------- | ----- | ------ |
| 1.  | FC Zürich      | 6   | 3 | 2 | 1 | 015:900 | +6    | 08:40  |
| 2.  | Slavia Prag    | 6   | 3 | 1 | 2 | 009:700 | +2    | 07:50  |
| 3.  | AS Nancy       | 6   | 2 | 1 | 3 | 007:130 | −6    | 05:70  |
| 4.  | IFK Norrköping | 6   | 1 | 2 | 3 | 012:140 | −2    | 04:80  |

|                | Schweiz | Tschechoslowakei | Frankreich | Schweden |
| -------------- | ------- | ---------------- | ---------- | -------- |
| FC Zürich      |         | 3:0              | 4:1        | 4:4      |
| Slavia Prag    | 2:1     |                  | 2:1        | 4:0      |
| AS Nancy       | 1:1     | 1:0              |            | 2:1      |
| IFK Norrköping | 1:2     | 1:1              | 5:1        |          |

### Gruppe 5
| Pl. | Verein        | Sp. | S | U | N | Tore    | Diff. | Punkte |
| --- | ------------- | --- | - | - | - | ------- | ----- | ------ |
| 1.  | ROW Rybnik    | 6   | 4 | 1 | 1 | 016:600 | +10   | 09:30  |
| 2.  | SK VÖEST Linz | 6   | 3 | 1 | 2 | 012:110 | +1    | 07:50  |
| 3.  | Örebro SK     | 6   | 3 | 0 | 3 | 013:100 | +3    | 06:60  |
| 4.  | FC Lugano     | 6   | 1 | 0 | 5 | 004:180 | −14   | 02:10  |

|               | Polen 1944 | Osterreich | Schweden | Schweiz |
| ------------- | ---------- | ---------- | -------- | ------- |
| ROW Rybnik    |            | 3:1        | 3:1      | 3:0     |
| SK VÖEST Linz | 2:2        |            | 2:1      | 4:1     |
| Örebro SK     | 2:1        | 4:1        |          | 0:1     |
| FC Lugano     | 0:4        | 0:2        | 2:5      |         |

### Gruppe 6
| Pl. | Verein                | Sp. | S | U | N | Tore    | Diff. | Punkte |
| --- | --------------------- | --- | - | - | - | ------- | ----- | ------ |
| 1.  | TJ Sklo Union Teplice | 6   | 4 | 1 | 1 | 015:900 | +6    | 09:30  |
| 2.  | SK Austria Klagenfurt | 6   | 3 | 0 | 3 | 009:900 | ±0    | 06:60  |
| 3.  | Djurgårdens IF        | 6   | 2 | 2 | 2 | 006:100 | −4    | 06:60  |
| 4.  | Næstved IF            | 6   | 1 | 1 | 4 | 008:100 | −2    | 03:90  |

|                       | Tschechoslowakei | Osterreich | Schweden | Danemark |
| --------------------- | ---------------- | ---------- | -------- | -------- |
| TJ Sklo Union Teplice |                  | 4:2        | 1:1      | 1:0      |
| SK Austria Klagenfurt | 0:1              |            | 2:0      | 2:1      |
| Djurgårdens IF        | 1:6              | 2:0        |          | 1:1      |
| Næstved IF            | 5:2              | 1:3        | 0:1      |          |

### Gruppe 7
| Pl. | Verein              | Sp. | S | U | N | Tore    | Diff. | Punkte |
| --- | ------------------- | --- | - | - | - | ------- | ----- | ------ |
| 1.  | Feyenoord Rotterdam | 6   | 4 | 2 | 0 | 015:100 | +5    | 10:20  |
| 2.  | Standard Lüttich    | 6   | 3 | 2 | 1 | 013:900 | +4    | 08:40  |
| 3.  | AS Saint-Étienne    | 6   | 2 | 2 | 2 | 012:120 | ±0    | 06:60  |
| 4.  | FC Schalke 04       | 6   | 0 | 0 | 6 | 000:160 | −16   | 0:12   |

|                     | Niederlande | Belgien | Frankreich | Deutschland Bundesrepublik |
| ------------------- | ----------- | ------- | ---------- | -------------------------- |
| Feyenoord Rotterdam |             | 3:1     | 3:2        | 4:3                        |
| Standard Lüttich    | 1:1         |         | 3:0        | 3:1                        |
| AS Saint-Étienne    | 2:2         | 3:3     |            | 2:0                        |
| FC Schalke 04       | 1:2         | 1:2     | 1:3        |                            |

### Gruppe 8
| Pl. | Verein            | Sp. | S | U | N | Tore    | Diff. | Punkte |
| --- | ----------------- | --- | - | - | - | ------- | ----- | ------ |
| 1.  | Wisła Krakau      | 6   | 3 | 2 | 1 | 012:800 | +4    | 08:40  |
| 2.  | SSW Innsbruck     | 6   | 3 | 0 | 3 | 014:130 | +1    | 06:60  |
| 3.  | Boldklubben 1903  | 6   | 2 | 2 | 2 | 013:150 | −2    | 06:60  |
| 4.  | Kickers Offenbach | 6   | 1 | 2 | 3 | 011:140 | −3    | 04:80  |

|                   | Polen 1944 | Osterreich | Danemark | Deutschland Bundesrepublik |
| ----------------- | ---------- | ---------- | -------- | -------------------------- |
| Wisła Krakau      |            | 3:2        | 3:3      | 1:1                        |
| SSW Innsbruck     | 1:0        |            | 3:0      | 2:4                        |
| Boldklubben 1903  | 1:3        | 4:2        |          | 2:1                        |
| Kickers Offenbach | 0:2        | 2:4        | 3:3      |                            |

### Gruppe 9
| Pl. | Verein                 | Sp. | S | U | N | Tore    | Diff. | Punkte |
| --- | ---------------------- | --- | - | - | - | ------- | ----- | ------ |
| 1.  | AC Nitra               | 6   | 5 | 1 | 0 | 018:600 | +12   | 11:10  |
| 2.  | FC Amsterdam           | 6   | 2 | 1 | 3 | 013:140 | −1    | 05:70  |
| 3.  | Eintracht Braunschweig | 6   | 1 | 2 | 3 | 005:100 | −5    | 04:80  |
| 4.  | Vejle BK               | 6   | 2 | 0 | 4 | 010:160 | −6    | 04:80  |

|                        | Tschechoslowakei | Niederlande | Deutschland Bundesrepublik | Danemark |
| ---------------------- | ---------------- | ----------- | -------------------------- | -------- |
| AC Nitra               |                  | 4:1         | 1:1                        | 4:1      |
| FC Amsterdam           | 2:3              |             | 0:0                        | 5:1      |
| Eintracht Braunschweig | 1:2              | 1:4         |                            | 0:3      |
| Vejle BK               | 0:4              | 5:1         | 0:2                        |          |

### Gruppe 10
| Pl. | Verein              | Sp. | S | U | N | Tore    | Diff. | Punkte |
| --- | ------------------- | --- | - | - | - | ------- | ----- | ------ |
| 1.  | Östers IF           | 6   | 5 | 1 | 0 | 016:400 | +12   | 11:10  |
| 2.  | SV Austria Salzburg | 6   | 3 | 1 | 2 | 016:110 | +5    | 07:50  |
| 3.  | Polonia Bytom       | 6   | 3 | 0 | 3 | 016:150 | +1    | 06:60  |
| 4.  | Boldklubben 1901    | 6   | 0 | 0 | 6 | 005:230 | −18   | 0:12   |

|                     | Schweden | Osterreich | Polen 1944 | Danemark |
| ------------------- | -------- | ---------- | ---------- | -------- |
| Östers IF           |          | 1:1        | 3:2        | 1:0      |
| SV Austria Salzburg | 0:2      |            | 7:1        | 2:1      |
| Polonia Bytom       | 1:2      | 4:1        |            | 6:2      |
| Boldklubben 1901    | 0:7      | 2:5        | 0:2        |          |

## Intertoto-Cup Sieger 1973
- Hannover 96
- Slovan Bratislava
- Hertha BSC
- FC Zürich
- ROW Rybnik
- TJ Sklo Union Teplice
- Feyenoord Rotterdam
- Wisła Krakau
- AC Nitra
- Östers IF